# Condición necesaria
Una condición necesaria es un concepto de lógica, razonamiento y matemáticas. 
Se define como una conclusión a la que se llega como resultado de algún hecho específico. Si existe un hecho, entonces, necesariamente, también debe existir un hecho que sea una conclusión. En otras palabras: si una condición necesaria no se cumple, definitivamente no se cumplirá el hecho por el cual se cumple esa condición necesaria.
Por ejemplo: si un número natural {\displaystyle n} es divisible por {\displaystyle 15}, entonces su último dígito es 0 o 5. El hecho de que un número tenga una última cifra de 0 o 5 es una condición necesaria para que un número sea divisible por 15. Si el último dígito del número no fuera 0 ni 5, entonces se podría deducir que no es divisible entre 15. 
Siendo así, se dice que una condición necesaria para ser un número divisible entre 15, es que la última cifra sea 0 o 5. 